# Cindy König
Cindy Mayleen König (* 15. August 1993 in Bremerhaven) ist eine ehemalige deutsche Fußballspielerin, die zuletzt beim Zweitligisten SC Sand unter Vertrag stand und ihre Spielerkarriere im August 2024 beendete.

## Karriere
König begann 1999 beim SC Sparta Bremerhaven, wo auch ihr Vater und einer ihrer Brüder spielten, in Jungenmannschaften mit dem Fußballspielen und wechselte 2006 zum Geestemünder SC in eine Mädchenmannschaft. Ein Jahr später folgte der Wechsel in die neu gegründete Frauenfußballabteilung von Werder Bremen, mit dessen B-Juniorinnen sie 2009 und 2010 norddeutscher Meister wurde. Nachdem sie im März 2010 beim 0:0 gegen Holstein Kiel ihr Debüt in der 2. Bundesliga Nord gegeben hatte, ist König seit der Spielzeit 2010/11 fester Bestandteil von Werders erster Mannschaft. Am 5. September 2010 (4. Spieltag) erzielte sie in ihrem zweiten Spiel für Werder beim 4:1-Heimsieg gegen Tennis Borussia Berlin ihre ersten beiden Ligatore.
Nach der Saison 2011/12 wurde sie von den Fans zur „Werder-Spielerin der Saison“ gewählt und war 2012/13 hinter Anna Laue mit 15 Toren zweitbeste Torschützin in der 2. Bundesliga Nord. Noch treffsicherer zeigte sie sich in den folgenden beiden Jahren: mit 16 (2013/14) bzw. 18 (2014/15) erzielten Toren wurde sie zwei Jahre in Folge Torschützenkönigin. Ebenfalls 2015 gelang ihr mit ihrer Mannschaft als Zweitplatzierter der Aufstieg in die Bundesliga, da Meister 1. FC Lübars auf einen Aufstieg verzichtete. Zum Saisonstart am 30. August 2015 gab sie beim 6:2-Sieg im Heimspiel gegen den 1. FC Köln ihr Bundesligadebüt.
Nach zehn Jahren bei Werder Bremen wechselte sie für die Saison 2020/21 zum portugiesischen Erstligisten Sporting Braga. Nach einer Saison verließ sie den Verein und schloss sich zur Saison 2021/22 dem japanischen Erstligisten Nojima Stella Kanagawa Sagamihara an, für den sie am 12. September 2021 (1. Spieltag) beim torlosen Remis im Auswärtsspiel gegen die Mynavi Sendai Ladies ihr Debüt gab. Danach wurde sie noch am 26. September 2021 (3. Spieltag) und am 17. Oktober 2021 (6. Spieltag) eingesetzt. Das Heimspiel gegen die AC Nagano Parceiro Ladies endete torlos und das Auswärtsspiel gegen INAC Kōbe Leonessa wurde mit 0:1 verloren.
Zum SC Sand zurückgekehrt, bestritt sie von 2022 bis 2024 38 Zweitligaspiele, in denen sie sechs Tore erzielte. Am 5. August 2024 gab sie das Ende ihrer Spielerkarriere bekannt.

## Erfolge
- Portugiesischer Pokal-Sieger 2020
- Aufstieg in die Bundesliga 2015 (mit Werder Bremen)
- Torschützenkönigin 2. Bundesliga Nord 2013, 2015
- Norddeutscher B-Juniorinnen-Meister 2009, 2010 (mit Werder Bremen)

## Auszeichnung
- Werder-Spielerin der Saison: 2011/12, 2013/14